# فتيلة لحم البقر
فتيلة لحم البقر هي فتيلة لحم طرية من الخاصرة البقرية.

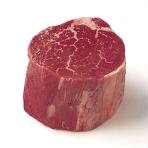
فتيلة من لحم خاصرة البقر